# Osztrák Néppárt
Az Osztrák Néppárt (németül Österreichische Volkspartei, ÖVP) osztrák kereszténydemokrata, konzervatív párt. Karl Nehammer lemondását követően elnöke a párt addigi főtitkára, Christian Stocker. Az ÖVP jelenlegi főtitkára Nico Marchetti.
Az Ausztria Szociáldemokrata Pártjával (SPÖ) együtt hagyományosan Ausztria két fő pártjának egyike. Az ÖVP a Zöldekkel kormányoz jelenleg, Karl Nehammer kancellár vezetésével. A párt 2017. május 24. óta használja a türkiz színű logót, ezzel megszüntetve a párt addigi hivatalos fekete színű logóját, a fekete szín viszont továbbra is hivatalos a pártnál.

## Ideológiája
A párt 1945-ben alakult meg Bécsben a Schottenstift bencés apátságban. A párt saját magát polgári néppártként jellemezte, amely magába foglalja a keresztényszocialista, konzervatív és liberális erőket. Egyértelműen elhatárolták magukat az elődjüktől, az Osztrák Keresztényszocialista Párttól, hiszen a néppárt kiállt a parlamenti demokrácia és az osztrák nép szuverenitása mellett. Igen fontos kapcsolatot ápolt a párt az Osztrák katolikus egyházzal.

## Befolyása
A párt fellegvárának hagyományosan Ausztria nyugati tartományai számítanak. Négy tartományban (Felső-Ausztriában, Alsó-Ausztriában, Tirolban és Vorarlbergben) 1945 óta mindig ők adják a tartományi kormányzót (Landeshauptmann) ezenkívül Burgenlandban 1945-1964 között, Karintiában 1991-1999 között, Salzburg tartományban 1945-2004 között és 2013 óta ismét valamint Stájerországban 1945-2005 között és 2015 óta ismét kormányoznak.
A párt szavazótábora hagyományosan a vállalkozókból, hivatali alkalmazottakból, földművesekből és a vezető beosztásban dolgozó alkalmazottakból tevődik össze, a nemzetiségek közül a párt katolikus volta miatt a burgenlandi horvátok között is népszerű. A párt társadalomban való befolyása a szervezeti egységeiben a "szövetségek"-ben (Bund) jelenik meg , mint az Osztrák Munkavállalók Szövetsége (ÖAAB) szakszervezet, Osztrák Gazdasági Szövetség (ÖWB) gazdasági szervezet, Osztrák Parasztszövetség (ÖBB) , a Fiatal Néppárt (JVP), az Osztrák Női Mozgalom (ÖFB) és az Osztrák Idősek Szövetsége (ÖSB).
A párt diákszervezetei az AktionsGemeinschaft (AG) egyetemisták és a Schülerunion középiskolások számára.
A párthoz hagyományosan közelálló, de attól szervezetileg független katolikus diákszervezetek a  Mittelschüler-Kartell-Verband (MKV) és az Österreichischer Cartellverband (ÖCV). Ezek a pártnál lényegesen régebbiek, a német nyelvterület diákszervezeteinek (Studentenverbindungen) hagyományaira alapoznak és jelenleg (2018) csak fiúkat vesznek fel.

## Választási eredmények

### Nemzeti Tanács
| Választások | Szavazatok száma | %    | Megszerzett helyek száma | Kormánypárt/ Ellenzék?               |
| ----------- | ---------------- | ---- | ------------------------ | ------------------------------------ |
| 1945        | 1 602 227        | 49,8 | 85 / 165                 | Nagykoalíció az SPÖ és KPÖ-vel       |
| 1949        | 1 846 581        | 44,0 | 77 / 165                 | Nagykoalíció az SPÖ-vel              |
| 1953        | 1 781 777        | 41,3 | 74 / 165                 | Nagykoalíció az SPÖ-vel              |
| 1956        | 1 999 986        | 46,0 | 82 / 165                 | Nagykoalíció az SPÖ-vel              |
| 1959        | 1 928 043        | 44,2 | 79 / 165                 | Nagykoalíció az SPÖ-vel              |
| 1962        | 2 024 501        | 45,4 | 81 / 165                 | Nagykoalíció az SPÖ-vel              |
| 1966        | 2 191 109        | 48,3 | 85 / 165                 | Kormánypárt                          |
| 1970        | 2 051 012        | 44,7 | 78 / 165                 | Ellenzék                             |
| 1971        | 1 964 713        | 43,1 | 80 / 183                 | Ellenzék                             |
| 1975        | 1 981 291        | 42,9 | 80 / 183                 | Ellenzék                             |
| 1979        | 1 981 739        | 41,9 | 77 / 183                 | Ellenzék                             |
| 1983        | 2 097 808        | 43,2 | 81 / 183                 | Ellenzék                             |
| 1986        | 2 003 663        | 41,3 | 77 / 183                 | Kormánypárt, nagykoalíció az SPÖ-vel |
| 1990        | 1 508 600        | 32,1 | 60 / 183                 | Kormánypárt, nagykoalíció az SPÖ-vel |
| 1994        | 1 281 846        | 27,7 | 52 / 183                 | Kormánypárt, nagykoalíció az SPÖ-vel |
| 1995        | 1 370 510        | 28,3 | 52 / 183                 | Kormánypárt, nagykoalíció az SPÖ-vel |
| 1999        | 1 243 672        | 26,9 | 52 / 183                 | Kormánypárt, koalíció az FPÖ-vel     |
| 2002        | 2 076 833        | 42,3 | 79 / 183                 | Kormánypárt, koalíció az FPÖ-vel     |
| 2006        | 1 616 493        | 34,3 | 66 / 183                 | Kormánypárt, nagykoalíció az SPÖ-vel |
| 2008        | 1 269 656        | 26,0 | 51 / 183                 | Kormánypárt, nagykoalíció az SPÖ-vel |
| 2013        | 1 125 876        | 24,0 | 47 / 183                 | Kormánypárt, nagykoalíció az SPÖ-vel |
| 2017        | 1 341 930        | 31,4 | 62 / 183                 | Kormánypárt, koalíció az FPÖ-vel     |
| 2019        | 1 789 417        | 37,5 | 71 / 183                 | Kormánypárt, koalíció a Zöldekkel    |
| 2024        | 1 282 734        | 26,3 | 51 / 183                 | Kormánypárt, ÖVP–SPÖ–NEOS koalíció   |

### Tartományi parlamentek
| Tartomány      | Választási év | Szavazatok száma | %    | Megszerzett helyek száma | Kormánypárt/Ellenzék?      |
| -------------- | ------------- | ---------------- | ---- | ------------------------ | -------------------------- |
| Alsó-Ausztria  | 2023          | 359 194          | 39,9 | 23 / 56                  | Kormánykoalíció az FPÖ-vel |
| Bécs           | 2025          | 65 820           | 9,7  | 10 / 100                 | Még nem ismert             |
| Burgenland     | 2025          | 42 923           | 22,0 | 8 / 36                   | Ellenzék                   |
| Felső-Ausztria | 2021          | 303 835          | 37,6 | 22 / 56                  | Kormánykoalíció az FPÖ-vel |
| Karintia       | 2023          | 51 637           | 17   | 7 / 36                   | Kormánykoalíció az SPÖ-vel |
| Salzburg       | 2023          | 81 752           | 30,4 | 12 / 36                  | Kormánykoalíció az FPÖ-vel |
| Stájerország   | 2024          | 177 580          | 26,8 | 13 / 48                  | Kormánykoalíció az FPÖ-vel |
| Tirol          | 2022          | 119 167          | 34,7 | 14 / 36                  | Kormánykoalíció az SPÖ-vel |
| Vorarlberg     | 2024          | 70 638           | 38,3 | 15 / 36                  | Kormánykoalíció az FPÖ-vel |

## Logói

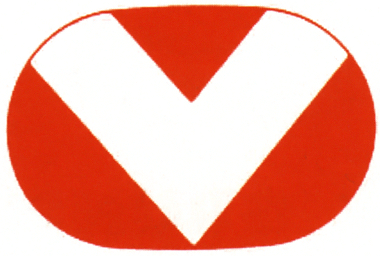
1980-as években használt
1990-2017 között használt logó
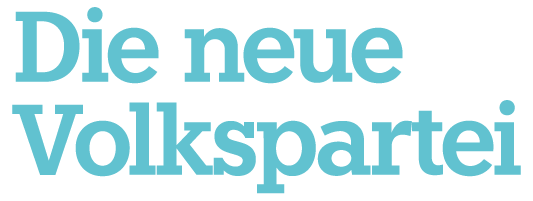
2017

## Fordítás
- Ez a szócikk részben vagy egészben  az   Österreichische Volkspartei című német Wikipédia-szócikk ezen változatának fordításán alapul.  Az eredeti cikk szerkesztőit annak laptörténete sorolja fel. Ez a jelzés csupán a megfogalmazás eredetét és a szerzői jogokat jelzi, nem szolgál a cikkben szereplő információk forrásmegjelöléseként.